# علی اعرج
مولای ابی‌الحسن علی بن اسماعیل معروف به اعرج، هفتمین سلطان از دودمان علوی در مراکش بود. او پسر اسماعیل بن شریف بود. در ۲۸ سپتامبر ۱۷۳۴ برادرش عبدالله را عزل کرد و خود به‌مدت ۱ سال و ۴ ماه و ۱۴ روز بر مراکش حکمرانی می‌نمود. در چهاردهم فوریه سال ۱۷۳۶ میلادی علی به‌طور ناگهانی در فاس فوت نمود و عبدالله، جانشین علی شد.